# Angelika Zegelin

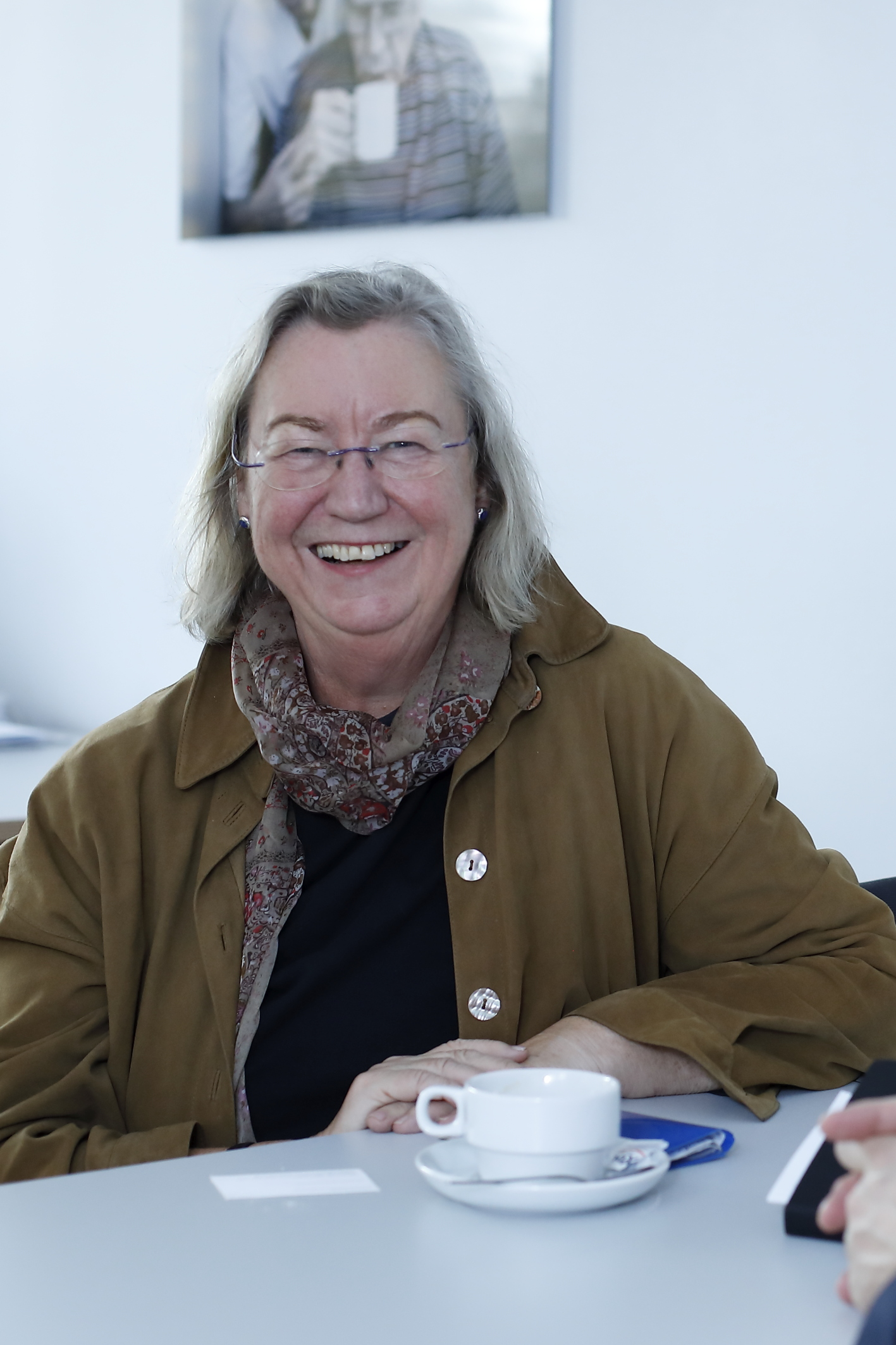
Angelika Zegelin 2018 im Alfried Krupp Krankenhaus Rüttenscheid in Essen

Angelika Zegelin (* 11. Mai 1952) ist eine deutsche Krankenschwester und Pflegewissenschaftlerin.

## Leben
Zegelin war seit ihrem 13. Lebensjahr im Krankenhaus tätig, ihre Mutter war ebenfalls Krankenschwester. Die Pflegeausbildung absolvierte sie von 1969 bis 1972. Nach dem Examen folgten zwei Jahre Arbeit auf einer unfallchirurgischen Intensivstation. Von 1974 bis 1993 leitete sie Ausbildungskurse in einer Krankenpflegeschule, zwischendurch absolvierte sie eine sechsmonatige Weiterbildung zur „Unterrichtsschwester“. Seit 1972 holte Zegelin Bildungsabschlüsse in Abendkursen nach, studierte ab 1981 an der Fernuniversität in Hagen nebenberuflich Erziehungswissenschaften und schloss 1993 mit dem Magister ab.

## Berufliche Aktivitäten
In den 1980er-Jahren erkannte Zegelin die Notwendigkeit einer Akademisierung der Pflege und trieb mit anderen diese Entwicklung an, unter anderem in der AG Pflegeforschung (DBfK).
Nach 1993 baute sie eine innerbetriebliche Fortbildung an einem großen Krankenhaus auf, wechselte aber dann in das Bildungszentrum Essen (DBfK) und leitete dort zweijährige Weiterbildungen, gab Seminare, und organisierte Tagungen. Ab 1996 war sie an der Universität Witten/Herdecke als Curriculumsbeauftragte und Wissenschaftlerin tätig.
Im Jahr 2015 ging sie in Ruhestand.

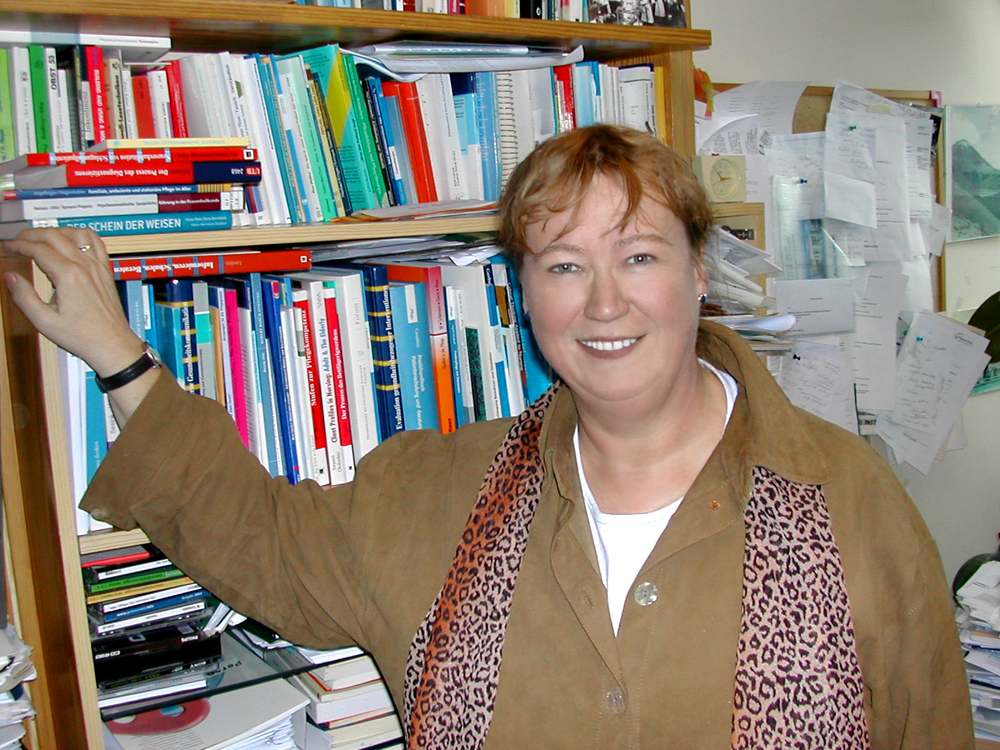
Angelika Zegelin 2005 in ihrem Büro an der Universität Witten/Herdecke.

Ihre Dissertation zum Thema „Bettlägerigkeit“ schloss sie 2004 ab, anschließend folgten viele Projekte zur Mobilitätsförderung bei Heimbewohnern. Während der Uni-Zeit entwickelte sie das Feld „pflegerische Patienten- und Familienedukation“ in Deutschland sowie teilweise in der Schweiz und in Österreich.
Sie gründete erste Patienteninformationszentren und zwei Arbeitsgruppen zum Thema pflegerische Patienten- und Familienedukation:
1. den Verein Patientenedukation und
2. die Sektion „Beraten, Informieren, Schulen“ in der DG Pflegewissenschaft.

Zusammen mit dem Psychologen G. Bamberger und einer studentischen Gruppe entwickelte sie den Kommunikationsansatz „Wittener Werkzeuge“ für die Pflegeberufe.
Ab 2010 erhielt sie eine Honorarprofessur an der Mathias Hochschule Rheine und viele Jahre lang übte sie eine Gastprofessur an der Universität Wien aus.
Zegelin begründete das Feld „Sprache und Pflege“ und beschäftigte sich mit zahlreichen Pflegethemen wie Thrombose, Dekubitus, Demenz, Hoffnung, Unterstützung pflegender Angehöriger, Biografieorientierung, Quartiersarbeit durch Pflege etc.
Sie ist in zahlreichen Gremien tätig, unter anderem im wissenschaftlichen Beirat des Hogrefe-Verlages, wo ihr die Herausgabe des Werkes „Der Pflege eine Stimme geben“ (Buresh/Gordon) ein besonderes Anliegen war.
Zegelin ist Mitbegründerin der internationalen Hochschulgruppe ENNA und hat viele Jahre den Fachbeirat des Vereins Stiftung Pflege geleitet mit Projekten wie „Angehörigenfreundliche Intensivstation“, „Klinikspaziergänge“, oder „Erinnerungswandbild“.
Bekannt ist ihre persönliche Patienten(Pflege-) Verfügung „Mein Fuss muss immer rausgucken“.
Ein besonderes aktuelles Anliegen ist ihr das Thema „Berufsstolz“ oder „Wertigkeit“ und die Entwicklung und Sicherung einer hochwertigen Pflege.

### Ehrungen
- Bundesverdienstkreuz 2009[3]
- Pflegepublizistik-Preis 2013[4][5]

## Veröffentlichungen (Auswahl)
- Angelika Abt-Zegelin, Martin W. Schnell: Die Sprachen der Pflege: Interdisziplinäre Beiträge aus Pflegewissenschaft, Medizin, Linguistik und Philosophie, Schlütersche Verlagsgesellschaft, Hannover, 2006, 180 Seiten, ISBN 3-89993-168-8
- Angelika Zegelin, Andreas Büscher (Hrsg.): Der Pflege eine Stimme geben. Was Pflegende wie öffentlich kommunizieren müssen, Hogrefe, Bern, 2006, 303 Seiten, ISBN 3-456-84220-1
- Angelika Abt-Zegelin (Hrsg.): Patienteninformationszentren als pflegerisches Handlungsfeld: Aufbau und Gestaltung, Schlütersche Verlagsgesellschaft, Hannover, 2007, ISBN 978-3-89993-182-2
- Angelika Zegelin: Festgenagelt sein – Der Prozess des Bettlägerigwerdens, 2. Aufl., Hogrefe, Bern, 2013, 232 Seiten, ISBN 978-3-456-85260-7
- German Quernheim und Angelika Zegelin: Berufsstolz in der Pflege. Das Mutmachbuch, Hogrefe, Bern, 2021, 342 Seiten, ISBN 978-3-456-85999-6 (Rezension)
- Angelika Zegelin, Christa Büker und Martin Schieron: Patientenedukation und Familienedukation in der Pflege. Praxishandbuch zur Information, Schulung und Beratung, 1. Auflage, Hogrefe Verlag, Bern 2021, ISBN 978-3-456-86041-1